# Cilunculus bifidus
Cilunculus bifidus là một loài nhện biển trong họ Ammotheidae. Loài này thuộc chi Cilunculus. Cilunculus bifidus được miêu tả khoa học năm 1968 bởi Stock.